# Gunda Erikson
Gunda Erikson, född 26 september 1932 i Boliden i Skellefteå landsförsamling och död 11 juli 2022 i Örebro, var en svensk målare och hattmodist. 
Erikson var autodidakt som konstnär. Hon har medverkat i separat- och samlingsutställningar i Stockholm, Örebro, Göteborg, Södertälje och samlingsutställningen Naiv konst på Jönköpings läns museum 1971 och 1976 samt på Kean Mason Gallery i New York 1982. Dessutom har hon medverkat på Liljevalchs vårsalong tio gånger.
Hon blev Örebro läns landstings kulturstipendiat 1978.
Hennes konst bestod av detaljrika blomsterstilleben, interiörer och landskap i en naivistisk stil med dragning åt surrealism. Bland hennes offentliga arbeten märks konst på Brickebackens daghem i Örebro och i en trappuppgång i kvarteret Gillet. Erikson är representerad på Eskilstuna konstmuseum, Statens Konstråd samt vid ett flertal kommuner och landsting.